# Äijäjoki (plaats)
Äijäjoki is een gehucht binnen de Finse gemeente Enontekiö. Het dorp ligt op de plaats waar de Europese weg 8 / Finse weg 21 de gelijknamige rivier kruist. Het dorpje is nauwelijks te herkennen vanwege de verspreide ligging van de huisjes.
Hoofdplaats: Hetta

Dorpen: Äijäjoki · Jatuni · Kaaresuvanto · Kantola · Kelottijärvi · Ketomella · Kilpisjärvi · Kultima · Kuttanen · Leppäjärvi · Luspa · Markkina · Maunu · Muotkajärvi · Näkkälä · Nartteli · Nunnanen · Palojärvi · Palojoensuu · Pättikkä · Peltovuoma · Pousujärvi · Raittijärvi · Ropinsalmi · Saarikoski · Saivomuotka · Sonkamuotka · Vähäniva · Vuontisjärvi · Ylikyrö

Aanduiding: Kivilompolo